# Deportes ecuestres en los Juegos Olímpicos de Sídney 2000
Los deportes ecuestres en los Juegos Olímpicos de Sídney 2000 se realizaron en el Centro Ecuestre Internacional de Sídney del 16 de septiembre al 1 de octubre de 2000.
En total se disputaron en este deporte seis pruebas diferentes en las disciplinas de doma, salto de obstáculos y concurso completo, en las categorías individual y por equipos. El programa de competiciones se mantuvo como en la edición pasada.

## Medallistas
| Evento                                                         | Oro | Plata | Bronce |
| -------------------------------------------------------------- | --- | --- | --- |
| Doma individual (26-30 de septiembre)                          | Anky van Grunsven · (Bonfire) · Países Bajos · 239,18 pts.                                                                                            | Isabell Werth · (Gigolo) · Alemania · 234,19 pts.                                                                                               | Ulla Salzgeber · (Rusty) · Alemania · 230,57 pts. |
| Doma por equipos (26 de septiembre)                            | Isabell Werth · (Gigolo FRH) · Nadine Capellmann · (Farbenfroh) · Ulla Salzgeber · (Rusty) · Alexandra Simons de Ridder · (Chacomo) · Alemania · 5632 | Ellen Bontje · (Silvano) · Anky van Grunsven · (Bonfire) · Arjen Teeuwissen · (Goliath) · Coby van Baalen · (Ferro) · Países Bajos · 5579       | Susan Blinks · (Flim Flam) · Robert Dover · (Ranier) · Guenter Seidel · (Foltaire) · Christine Traurig · (Etienne) · Estados Unidos · 5166                |
| Salto de obstáculos individual (25 de septiembre-1 de octubre) | Jeroen Dubbeldam · (De Sjiem) · Países Bajos · 4 (0)                                                                                                  | Albert Voorn · (Lando) · Países Bajos · 4 (4+44,72 s)                                                                                           | Jaled Al-Eid · (Jashm al-Aan) · Arabia Saudita · 4 (4+44,86 s)                                                                                            |
| Salto de obstáculos por equipos (28 de septiembre)             | Ludger Beerbaum · (Goldfever 3) · Lars Nieberg · (Esprit FRH) · Marcus Ehning · (For Pleasure) · Otto Becker · (Cento) · Alemania · 15,00             | Markus Fuchs · (Tinka's Boy) · Beat Mändli · (Pozitano) · Lesley McNaught · (Dulf) · Wilhelm Melliger · (Calvaro V) · Suiza · 16,00             | Rodrigo Pessoa · (Baloubet du Rouet) · Luiz Felipe de Azevedo · (Ralph) · Álvaro de Miranda Neto · (Aspen) · André Johannpeter · (Calei) · Brasil · 24,00 |
| Concurso completo individual (19-22 de septiembre)             | David O'Connor · (Custom Made) · Estados Unidos · 34,00                                                                                               | Andrew Hoy · (Swizzle In) · Australia · 39,00                                                                                                   | Mark Todd · (Eyespy II) · Nueva Zelanda · 42,00 |
| Concurso completo por equipos (19-22 de septiembre)            | Phillip Dutton · (House Doctor) · Andrew Hoy · (Darien Powers) · Stuart Tinney · (Jeepster) · Matthew Ryan · (Kibah Sandstone) · Australia · 146,80   | Ian Stark · (Jaybee) · Jeanette Brakewell · (Over To You) · Philippa Funnell · (Supreme Rock) · Leslie Law · (Shear H2O) · Reino Unido · 161,00 | Nina Fout · (3 Magic Beans) · Karen O'Connor · (Prince Panache) · David O'Connor · (Giltedge) · Linden Wiesman · (Andero) · Estados Unidos · 175,80       |

## Medallero
| Núm. | País           | Oro | Plata | Bronce | Total |
| ---- | -------------- | --- | ----- | ------ | ----- |
| 1    | Países Bajos   | 2   | 2     | 0      | 4     |
| 2    | Alemania       | 2   | 1     | 1      | 4     |
| 3    | Australia      | 1   | 1     | 0      | 2     |
| 4    | Estados Unidos | 1   | 0     | 2      | 3     |
| 5    | Reino Unido    | 0   | 1     | 0      | 1     |
| 5    | Suiza          | 0   | 1     | 0      | 1     |
| 7    | Arabia Saudita | 0   | 0     | 1      | 1     |
| 7    | Brasil         | 0   | 0     | 1      | 1     |
| 7    | Nueva Zelanda  | 0   | 0     | 1      | 1     |
|      | TOTAL          | 6   | 6     | 6      | 18    |